# Thénac (Dordogne)
Thénac – miejscowość i gmina we Francji, w regionie Nowa Akwitania, w departamencie Dordogne.
Według danych na rok 1990 gminę zamieszkiwało 300 osób, a gęstość zaludnienia wynosiła 15 osób/km² (wśród 2290 gmin Akwitanii Thénac plasuje się na 880. miejscu pod względem liczby ludności, natomiast pod względem powierzchni na miejscu 527.).